# Canh Tý
Canh Tý (chữ Hán: 庚子) là kết hợp thứ 37 trong hệ thống đánh số Can Chi của người Á Đông. Nó được kết hợp từ thiên can Canh (Kim dương) và địa chi Tý (Chuột). Trong chu kỳ của lịch Trung Quốc, nó xuất hiện trước Tân Sửu và sau Kỷ Hợi.

## Các năm Canh Tý
Giữa năm 1700 và 2200, những năm sau đây là năm Canh Tý (lưu ý ngày được đưa ra được tính theo lịch Việt Nam, chưa được sử dụng trước năm 1967):
- 1420
- 1480
- 1540
- 1600
- 1660
- 1720
- 1780
- 1840
- 1900 (31 tháng 1, 1900 — 18 tháng 2, 1901)
- 1960 (28 tháng 1, 1960 — 14 tháng 2, 1961)
- 2020 (25 tháng 1, 2020 – 11 tháng 2, 2021)
- 2080 (22 tháng 1, 2080 — 8 tháng 2, 2081)
- 2140
- 2200

## Sự kiện năm Canh Tý
- 40 – Hai Bà Trưng khởi nghĩa.
- 1540 – Mạc Đăng Dung dâng đất ngũ động hàng nhà Minh.
- 1780 – Nguyễn Ánh xưng vương nối nghiệp chúa Nguyễn.
- 1840 – Chiến tranh Nha phiến lần thứ 1 bùng nổ.
- 1900 – Quốc nạn Canh Tý (庚子國難): Bát Quốc Liên Quân (八國聯軍) đóng chiếm Bắc Kinh.
- 1960 – Đại thảm họa động đất Valdivia 1960: trận động đất mạnh nhất trong lịch sử loài người, mạnh 9,5 độ làm hàng nghìn người thiệt mạng.
- 1960 — Phong trào Đồng Khởi ở Bến Tre.
- 2020 — Đại dịch Covid-19 bùng phát trên toàn cầu.